# Daniel Agyei
Daniel Nana Agyei, född 10 november 1989 i Dansoman, är en ghanansk före detta fotbollsmålvakt. Han var med i Ghanas trupp i Fotbolls-VM 2010.

## Meriter
Ghana U20
- U20-VM: Guld 2009[1]
- Afrikanska ungdomsmästerskapet: Guld 2009

Ghana
- Afrikanska mästerskapet: Silver 2010
- Fotbolls-VM: Kvartsfinal 2010